# (156810) 2003 BP49
(156810) 2003 BP49 est un astéroïde de la ceinture principale.
Il a été découvert le 27 janvier 2003 par le programme LONEOS de la station Anderson Mesa.
Il a pour particularité d'être considéré comme un troyen potentiel du système Soleil-Vesta, au point de Lagrange L5.

## Compléments